# Ozoroa namaensis
Ozoroa namaensis är en sumakväxtart som först beskrevs av Schinz & Dinter, och fick sitt nu gällande namn av R. Fernandes. Ozoroa namaensis ingår i släktet Ozoroa och familjen sumakväxter. Inga underarter finns listade i Catalogue of Life.